# Попов, Александр Иосифович (геолог)
Александр Иосифович Попов (7 июня 1913, Юрьев — 23 апреля 1993, Москва) — советский учёный-геолог и географ, профессор (1956), Заслуженный деятель науки РСФСР (1988), основатель учения о криолитогенезе.

## Биография
Родился 7 июня 1913 года в городе Юрьеве (современный Тарту), в семье архитектора и врача.
В 1939 году окончил почвенно-географический факультет МГУ.
Начал работать в Комитете по вечной мерзлоте АН СССР и Институте мерзлотоведения имени В. А. Обручева АН СССР.
Кандидатская диссертация (1945) по теме «Вечная мерзлота и четвертичная геология Витимского плоскогорья». Тема докторской диссертации (1953): «Вечная мерзлота Западной Сибири и этапы её развития в четвертичное время».
В 1956 году перешёл на географический факультет МГУ, где стал профессором кафедры географии полярных стран. Читал курс «Криолитология».
В 1966 году создал объединённую кафедру криолитологии и гляциологии.
Скончался 23 апреля 1993 года в Москве. Похоронен на Даниловском кладбище (участок 39).

## Вклад в науку
Основатель научного направления — учения о криолитогенезе (как особом климатическом типе литогенеза, присущем холодным зонам Земли и определяющем специфику полярных и перигляциальных ландшафтов).

## Награды и премии
Награждён медалями «За доблестный труд в Великой Отечественной войне 1941—1945 гг.» (1946), «За трудовую доблесть» (1945), «За трудовое отличие» (1980).
Лауреат премии имени Д. Н. Анучина (1968), Заслуженный деятель науки РСФСР (1988).